# Поплава (филм)
Поплава (лет. Straume) је анимирани авантуристички филм из 2024. Режију потписује Гинтс Зилбалодис, који је и написао сценарио заједно са Грегоријем Залкманом. Произведен је помоћу софтвера Blender, у међународној копродукцији између Летоније, Француске и Белгије. Радња прати мачку која покушава да преживи заједно са другим животињама у наизглед постапокалиптичном свету док ниво воде драматично расте.
Премијера је приказана 22. маја 2024. на Канском филмском фестивалу, док је од 29. августа приказиван у биоскопима. Добио је позитивне рецензије критичара. На 97. додели Оскара освојио је Оскара за најбољи анимирани филм и био номинован за Оскара за најбољи међународни филм на предлог Летоније. Такође је добитник Златног глобуса за најбољи анимирани филм.

## Радња
Мачак живи усамљеничким животом, али након што његов дом буде уништен великом поплавом, уточиште проналази на броду у друштву различитих животињских врста. Како би преживели, они морају да се удрже упркос својим разликама.